# ヴィヴィアナ・ソフロニツキー
ヴィヴィアナ・ソフロニツキー（ロシア語：ヴィヴィアーナ・ウラジーミロヴナ・ソフロニツカヤ Вивиана Владимировна Софроницкая）は、ロシア系カナダ人の古典派ピアニスト。彼女の父親は、有名なロシア・ソ連のピアニスト、ウラジーミル・ソフロニツキーである 。
彼女は中央音楽学校で音楽の勉強を始め、モスクワ音楽院で博士号を取得し 、マドリガルを専門に室内楽アカデミー（アレクセイ・リュビモフが率いる）で仕事をしながら、ソ連国内のソロでの演奏旅行も行った。
ソフロニツキーは、1989年に米国に移住してオーバリン音楽院に勤め、1990年にカナダに移ってトロントで仕事に邁進し、ターフェルムジーク・バロック管弦楽団のメンバーと組んで活動した。また彼女は、アカデミーコンサート・シリーズをトロントで創設した。1994年には、カナダ市民権を取得している。
2001年以降彼女はチェコ共和国に住み、フォルテピアノ製作者のポール・マクナルティと結婚。彼の貴重な楽器で演奏及び録音を行い、演奏のレパートリーをカール・フィリップ・エマヌエル・バッハからリストまで広げた。
ヴィヴィアナ・ソフロニツキーは複数の音楽祭に定期的に出演し、マスタークラスを開催している。
2010年、ソフロニツキーは鍵盤楽器とオーケストラのためのモーツァルトの全作品を、世界で初めてオリジナルの楽器で録音した（PMC / ETCeteraレーベル）。2017年に、彼女はショパンのワルシャワピアノ、ブッフホルツの世界初の複元楽器で演奏した。

## 録音
- W.A. Mozart: 11CD box, the first world complete works for piano and orchestra performed on original instruments. Fortepiano: Viviana Sofronitsky; Orchestra: Musicae Antiquae Collegium Varsoviense "Pro Musica Camerata", Poland.
- Felix Mendelssohn: Complete works for cello and fortepiano. Fortepiano: Viviana Sofronitsky, Violoncello: Sergei Istomin, «Passacaille Musica Vera», Belgium.
- Francizsek Lessel: Works for Piano and Orchestra. Fortepiano: Viviana Sofronitsky, Orchestra: Musicae Antiquae Collegium Varsoviense "Pro Musica Camerata", Poland.
- Beethoven, Hummel, Neuling: Works for fortepiano and mandolin. Fortepiano: Viviana Sofronitsky, Mandolin: Richard Walz "Globe", the Netherlands.
- Ludwig van Beethoven: Trios for clarinet, violoncello and fortepiano op.11 and op.38 Viviana Sofronitsky with "Die Gassenhauer". Fortepiano: Viviana Sofronitzki, Clarinet: Susanne Ehrhard, Violoncello: Pavel Serbin, "Suoni e colori", France.
- Fryderyk Chopin: Complete works for cello and piano with Sergei Istomin, Passacaille.
- Franz Schubert: Wanderer-Fantasie op. 15, Impromptus op. 142 and 90. AVI Music, Germany.
- Johann Ladislaus Dussek: Sonatas Op.9 and Op.75. Brilliant Classics, Netherlands.